# 셜리 오하라

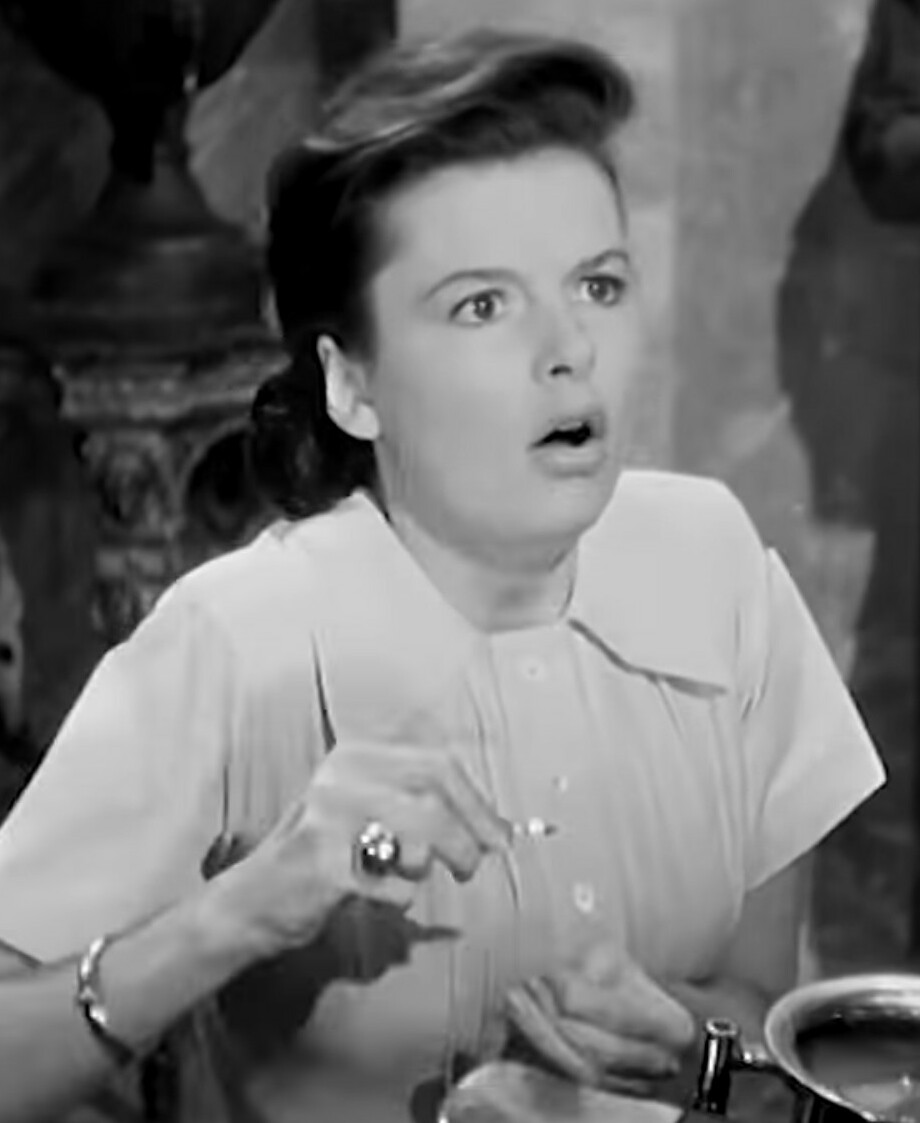

셜리 오하라(Shirley O'Hara, 1924년 8월 15일 ~ 2002년 12월 13일)는 미국의 배우, 텔레비전 배우, 영화배우이다.
로체스터에서 태어났으며 칼라바사스에서 사망하였다. 사인은 당뇨병이다.

## 영화
- 겟팅 웨이스티드 (1980년)
- 테일 거너 조 (1977년)
- 록키 (1976년)
- 명탐정 바나비 존즈 (1973년)
- 대결 (1971년)
- 닥터 웰비 (1969년)
- 발라드 오브 조시 (1967년)
- FBI (1965년)
- 제3의 눈 (1963년)
- 나의 세 아들 (1960년)
- 서부의 파라딘 (1957년)
- 딜론 보안관 (1955년)
- 러브 래프 앳 앤디 하디 (1946년)
- 러버 컴 백 (1946년)
- 타잔 - 조니 웨이스뮬러 편 9 (1945년)
- 스텝 라이브리 (1944년)
- 유령선 (1943년)
- 하이어 앤 하이어 (1943년)
- 어라운드 더 월드 (1943년)